# Église paroissiale de l'Assomption (Lana)

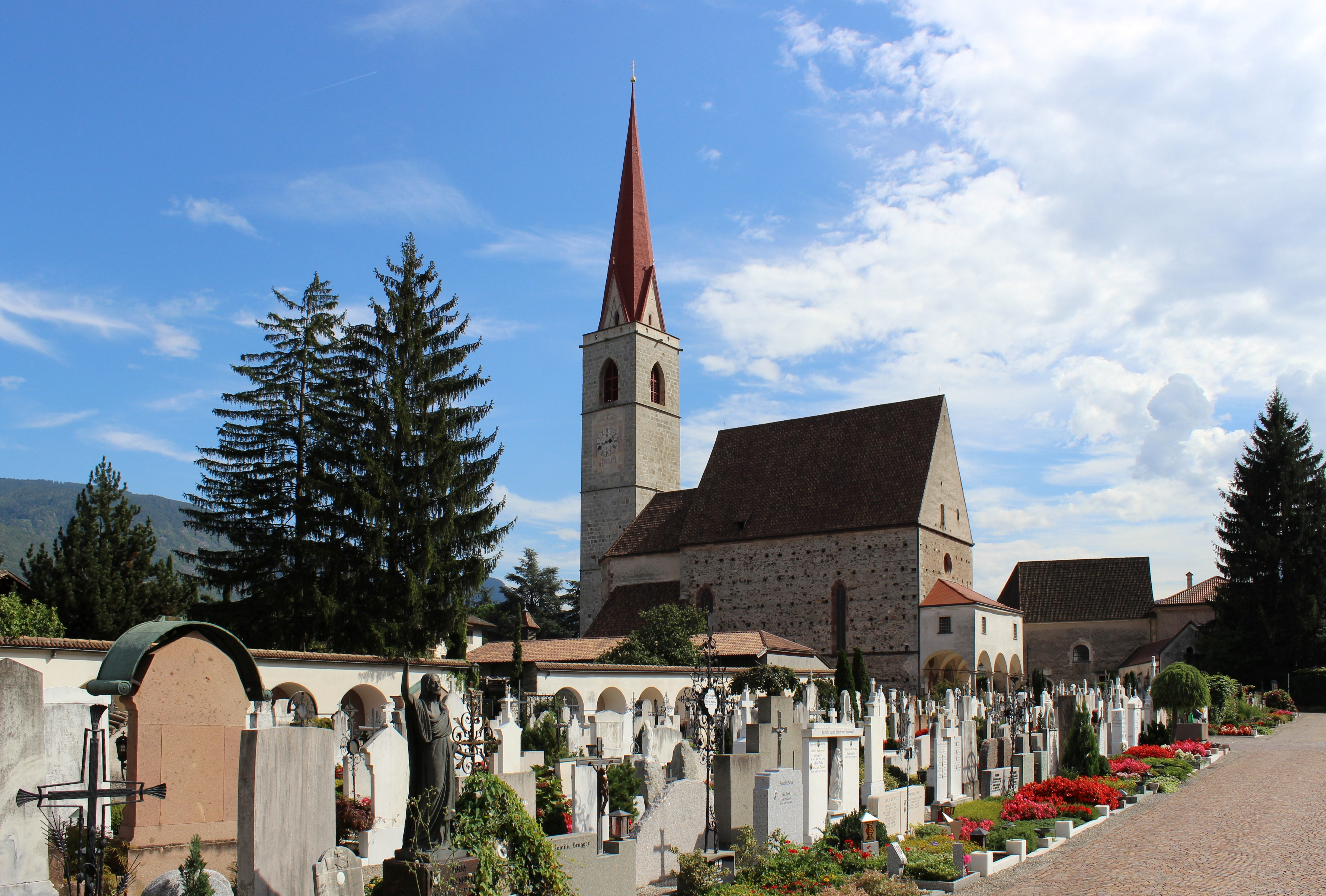
Église paroissiale de l'Assomption.

L'ancienne église paroissiale de l'Assomption située à Lana, un bourg de la  province autonome de Bolzano (Tyrol du Sud, Italie), est considérée comme une des plus belles églises du pays et abrite un retable célèbre de Hans Schnatterpeck. L'église est située dans le quartier Niederlana ; l'église, le clocher, la chapelle  du cimetière et le cimetière sont classés patrimoine culturel protégé.

## Histoire et architecture

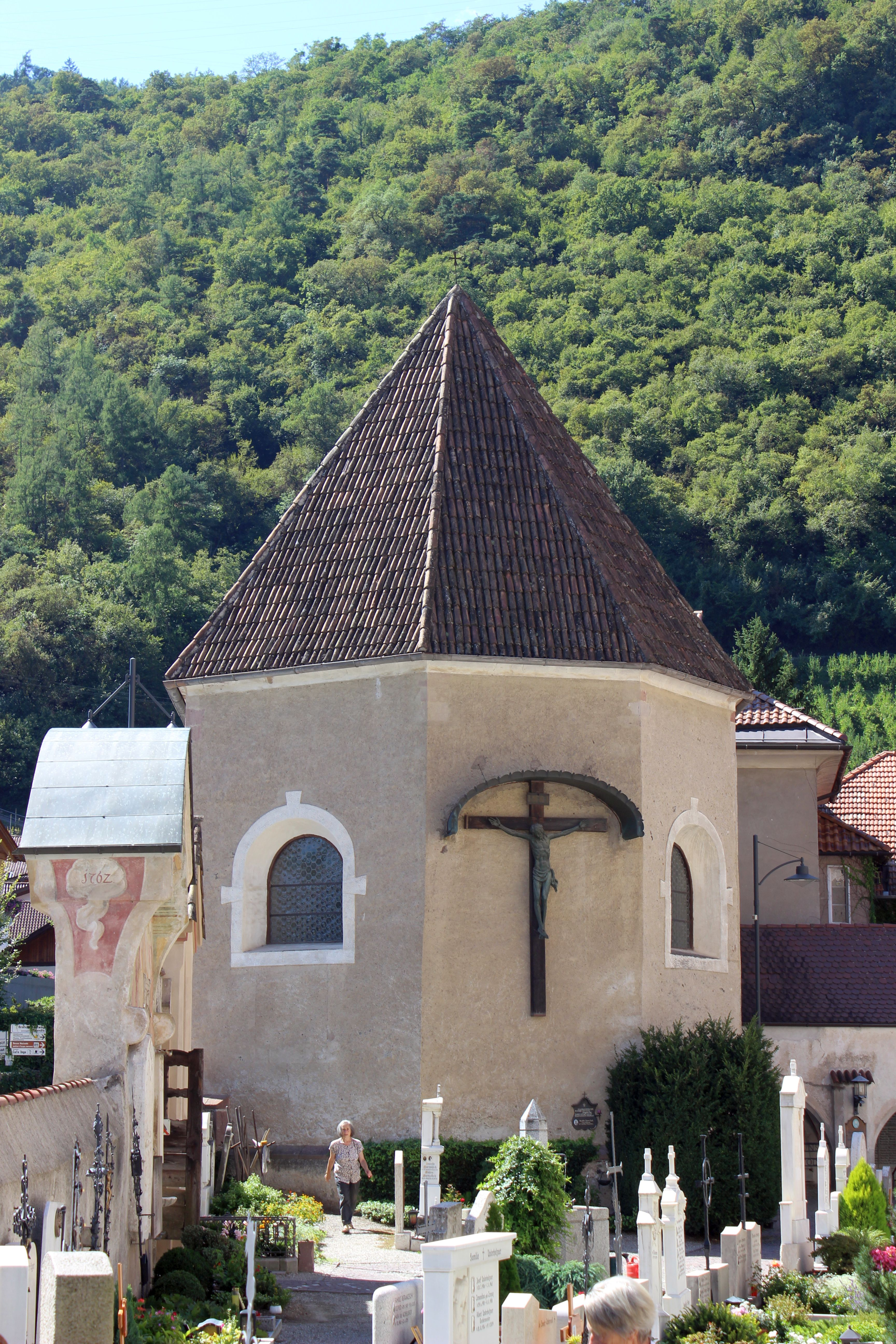
Chapelle du cimetière.

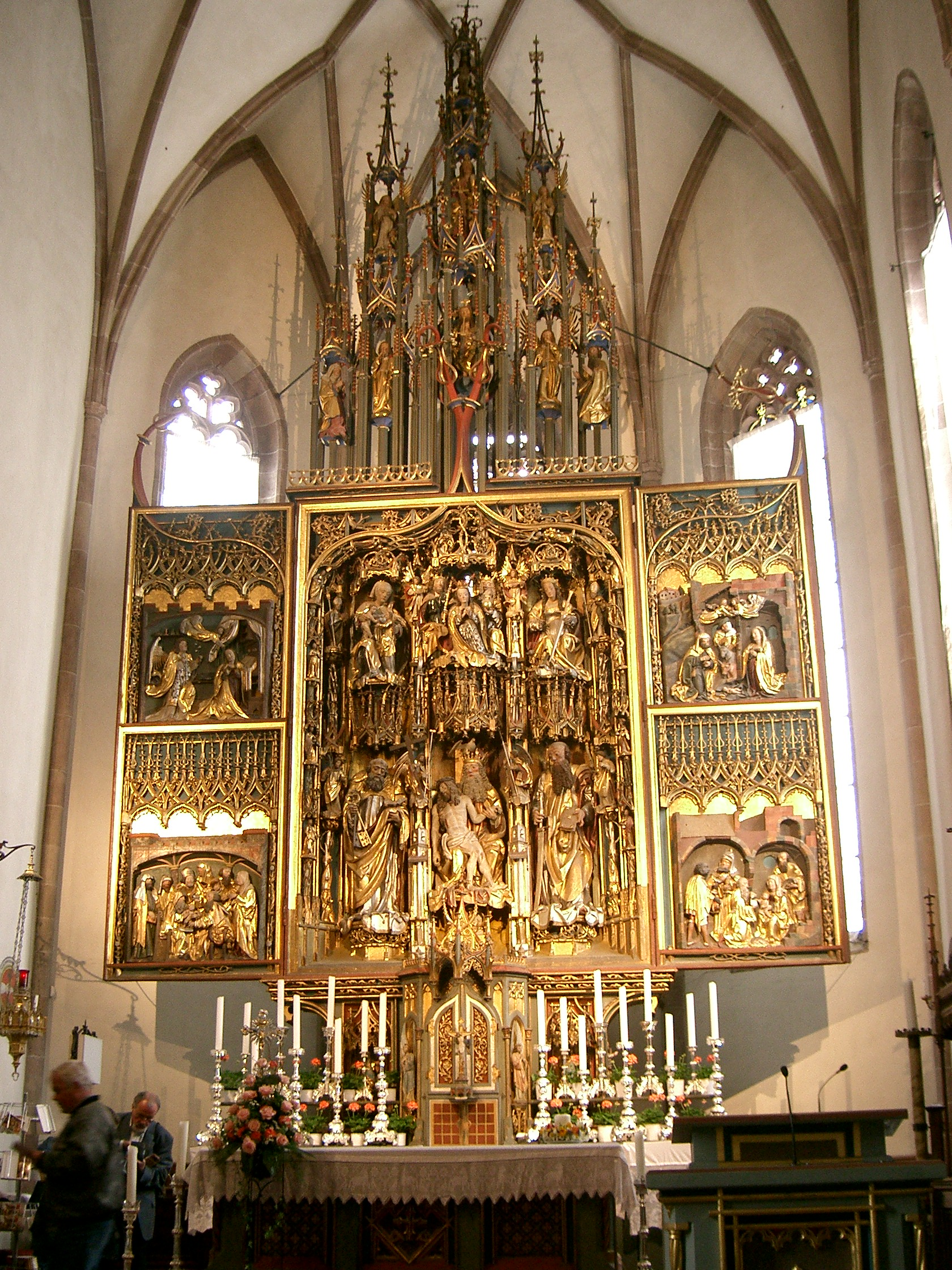
Le retable de Hans Schnatterpeck (« Schnatterpeck-Altar »).

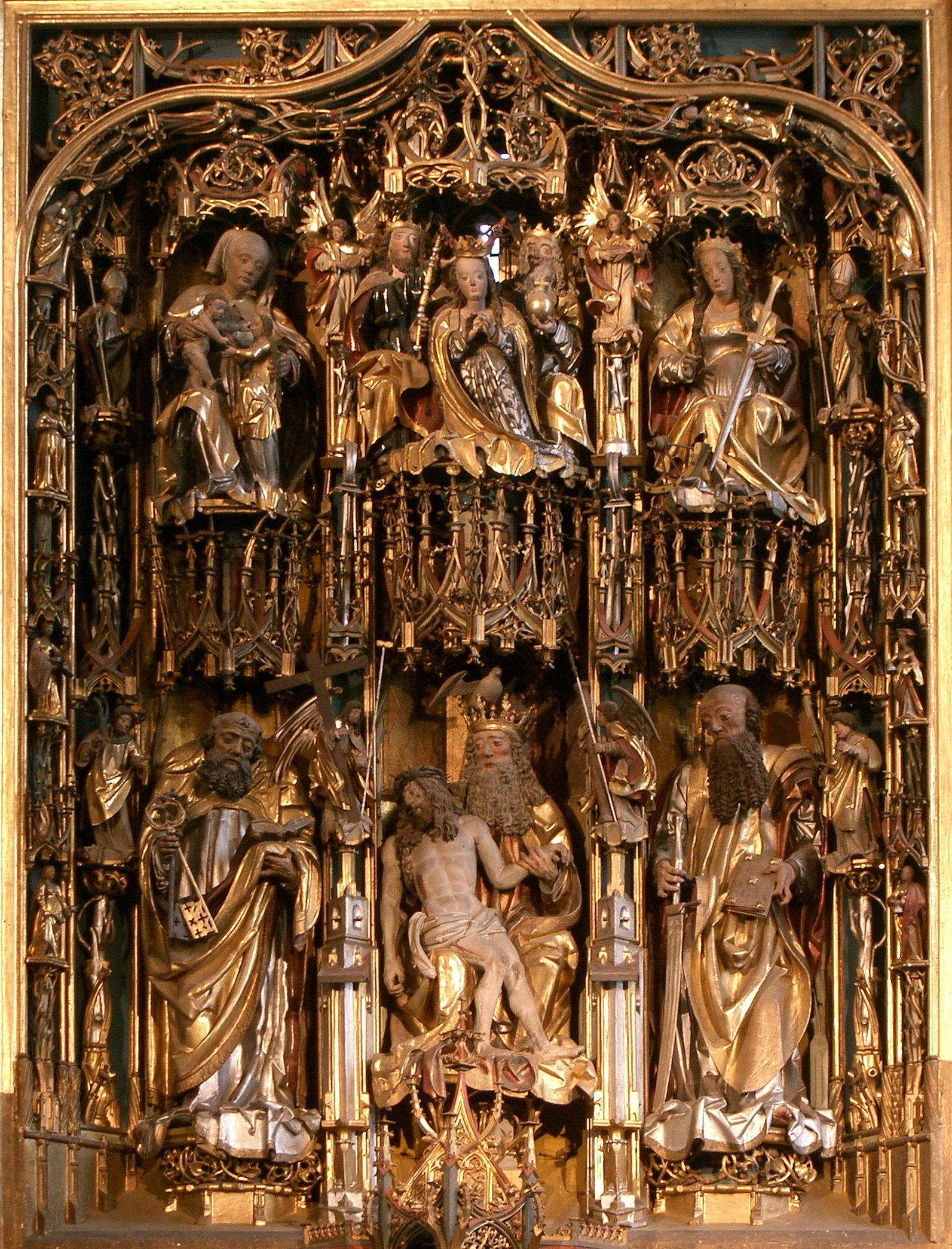
Huche du retable.

La paroisse de Niederlana est sans doute issue d'une église privée des seigneurs de Flavon. Un aumônier est attesté depuis 1239 et la paroisse est documentée depuis 1276. Il y avait probablement une petite église à Niederlana dès le début du XIIIe siècle qui a été remplacée lors de la construction  de l'édifice gothique. L'église, dont la construction a duré environ neuf ans, est consacrée le 15 juillet 1492. Le bâtiment est sans décoration aucune à l'extérieur, tandis que l'intérieur est impressionnant par l'élégance des détails architecturaux.

## Clocher
Le clocher est de plan carré, et s'élève au-delà du chœur, à l'est, mais est séparé du bâtiment. Les murs sont percés, au dernier étage, de quatre fenêtres à ogives. Le toit pointu est en forme de pyramide octogonale. Le clocher porte quatre cloches, dont la plus grosse a été fondue au XVIe siècle par les frères Loeffler, célèbre famille de fondeurs.

## Schnatterpeck-Altar
Le retable de Schnatterpeck (en allemand « Schnatterpeck-Altar ») est un retable de taille exceptionnelle. Il mesure plus de 14 mètres de haut et 7 mètres de large. C'est le plus grand retable de la région des Alpes, et l'un des cinq plus grands retables de l'espace linguistique allemand. Sa fabrication a duré huit ans, de 1503 à 1511. Il a été consacré en 1511. Il contient 35 figures détachables, sculptées en châtaignier, de taille variant entre 25 centimètres et 1,80 mètre. Les figures sont peintes et dorées.
Le retable est de forme inhabituelle pour le XVe siècle. En effet, il est séparé en deux rangées horizontales de sculptures au lieu d'une seule pour la majorité des retables de ce siècle. L'arrière des deux étages peut également être ouvert afin de laisser passer la lumière. 
La partie inférieure du retable représente le Trône de Grâce sous la forme de la pietà qui met en scène Dieu et son fils Jésus mort sur ses genoux, flanqués de Pierre et Paul. De chaque côté des saints se trouvent des figurines plus petites : les martyrs Laurent de Rome et saint Étienne. La scène centrale est surplombée par la colombe du Saint-Esprit et est entourée d'anges portant des outils de souffrance comme la croix et la lance. Ces anges ne sont pas souvent représentées aux côtés du Trône de Grâce, mais ils sont toutefois liés au thème du Jugement qui est marqué dans ce retable. 
Dans la rangée supérieure de la caisse, on peut voir le Couronnement de la Vierge Marie. Le couronnement est flanqué à gauche par la sainte Anne trinitaire qui regroupe la grand-mère Anne, la mère Marie et l'enfant Jésus, et à droite par sainte Catherine, vierge et martyre.
Sur l'intérieur des volets sont peintes des scènes bibliques : l'Annonciation, la Nativité, l'Adoration des mages, la Circoncision de Jésus. Ce retable de l’atelier de Hans Schnatterpeck (né vers le milieu du XVe siècle à Landsberg am Lech, mort probablement autour de 1510) est  aussi attribué à un de ses fils, également prénommé Hans (1478-1540),. Quatre des peintures de l’extérieur des volets de l’autel, représentant des scènes de la Passion, sont de Hans Schäufelein, et datent de 1507-1508.